# 山形恭平
山形 恭平（やまがた きょうへい、1981年9月7日 - ）は、福岡県北九州市出身の元サッカー選手。ポジションはミッドフィールダー。現役引退後は地元の福岡で少年サッカースクールのコーチとして後進の指導にあたる。リーフラス株式会社所属。
実弟にアビスパ福岡でチームメイトだった山形辰徳。

## 来歴
二島小学校、二島中学校、東福岡高等学校卒業。高校1年次に高校三冠(インターハイ・全日本ユース選手権・高校選手権)を達成、1999年の全国高校選手権決勝で連覇を決めるハットトリックを決めている。
2000年に広島に入団するも、出場機会はほとんど得られず、広島から戦力外通告されたのち、2004年に福岡に練習生として加入。そこでの活躍が認められ、同年5月にプロ契約した。その後は主力として活躍し、チームのJ1昇格に貢献。選手会長も務めた。2007年末福岡の経営縮小に伴い戦力外通告を受ける。その翌年2008年からは長崎に所属し主将を務めJFL昇格に貢献したが、シーズン終了後に退団し現役を引退した。
現役引退後は指導者の道へ進む。指導者ライセンスA級を取得し、地元福岡でFC LIBERTA（サッカークラブチーム）の代表兼監督として後進の指導に力を注ぐ。また、サッカー解説者として、Jリーグ公式映像を始め高校サッカー等、わかりやすく緻密で丁寧な解説が評判である。

## 所属クラブ
- 北九州市立二島中学校
- 東福岡高等学校
  - 1999年 アビスパ福岡（強化指定選手）
- 2000年 - 2003年 サンフレッチェ広島
- 2004年 - 2007年 アビスパ福岡
- 2008年 V・ファーレン長崎

## 個人成績
| 国内大会個人成績 | 国内大会個人成績 | 国内大会個人成績 | 国内大会個人成績 | 国内大会個人成績 | 国内大会個人成績 | 国内大会個人成績 | 国内大会個人成績 | 国内大会個人成績 | 国内大会個人成績 | 国内大会個人成績 | 国内大会個人成績 |
| 年度             | クラブ           | 背番号           | リーグ           | リーグ戦         | リーグ戦         | リーグ杯         | リーグ杯         | オープン杯       | オープン杯       | 期間通算         | 期間通算         |
| 年度             | クラブ           | 背番号           | リーグ           | 出場             | 得点             | 出場             | 得点             | 出場             | 得点             | 出場             | 得点             |
| 日本             | 日本             | 日本             | 日本             | リーグ戦         | リーグ戦         | リーグ杯         | リーグ杯         | 天皇杯           | 天皇杯           | 期間通算         | 期間通算         |
| ---------------- | ---------------- | ---------------- | ---------------- | ---------------- | ---------------- | ---------------- | ---------------- | ---------------- | ---------------- | ---------------- | ---------------- |
| 2000             | 広島             | 25               | J1               | 0                | 0                | 0                | 0                | 0                | 0                | 0                | 0                |
| 2001             | 広島             | 25               | J1               | 2                | 0                | 3                | 0                | 0                | 0                | 5                | 0                |
| 2002             | 広島             | 14               | J1               | 1                | 0                | 1                | 0                | 1                | 1                | 3                | 1                |
| 2003             | 広島             | 14               | J2               | 4                | 0                | -                | -                | 1                | 0                | 5                | 0                |
| 2004             | 福岡             | 34               | J2               | 38               | 8                | -                | -                | 1                | 0                | 39               | 8                |
| 2005             | 福岡             | 10               | J2               | 34               | 4                | -                | -                | 0                | 0                | 34               | 4                |
| 2006             | 福岡             | 11               | J1               | 4                | 0                | 2                | 0                | 0                | 0                | 6                | 0                |
| 2007             | 福岡             | 18               | J2               | 37               | 3                | -                | -                | 0                | 0                | 37               | 3                |
| 2008             | 長崎             | 10               | 九州             | 14               | 5                | -                | -                | -                | -                | 14               | 5                |
| 通算             | 日本             | 日本             | J1               | 7                | 0                | 6                | 0                | 1                | 1                | 14               | 1                |
| 通算             | 日本             | 日本             | J2               | 113              | 15               | -                | -                | 2                | 0                | 115              | 15               |
| 通算             | 日本             | 日本             | 九州             | 14               | 5                | -                | -                | 0                | 0                | 14               | 5                |
| 総通算           | 総通算           | 総通算           | 総通算           | 134              | 20               | 6                | 0                | 3                | 1                | 143              | 21               |

- 1999年は強化指定選手としての公式戦出場はなし
- Jリーグ初出場 - 2001年6月16日 J1 1st 第11節対ヴィッセル神戸戦（神戸総合運動公園ユニバー記念競技場）
  - 先発出場、45分奥野僚右と途中交代
- Jリーグ初得点 - 2004年4月17日 J2 第6節対京都パープルサンガ戦（鹿児島県立鴨池陸上競技場）

- 公式戦初出場 - 2001年6月13日 ナビスコカップ2回戦第1戦対FC東京戦（広島スタジアム）
  - 先発出場、79分松下裕樹と途中交代
- 公式戦初得点 - 2002年12月15日 天皇杯3回戦対アルビレックス新潟戦（広島スタジアム）
  - 56分李漢宰に代わり途中出場、80分ゴール

その他の公式戦
- 2004年
  - J1・J2入れ替え戦 2試合0得点